# The New York Times Company
The New York Times Company ou NYTC est un groupe de presse fondé en 1851 par  Henry Jarvis Raymond et George Jones à New York.
Le groupe publie le New York Times depuis sa premiere édition en 1851.
Il possède aussi le journal The Athletic, le site Wirecutter et le studio de podcast Serial Productions.   Le groupe est coté depuis 1967 à la bourse de New York.  Il est contrôlé par la famille Ochs-Sulzberger depuis 5 générations successives. 
Son siège est à New York.

## Histoire
Le 14 août 2012, Mark Thompson, ancien directeur général de la BBC, est nommé président-directeur général de la New York Times Company. Il prend ses fonctions en novembre 2012 et succède à Janet Robinson qui a quitté ses fonctions en novembre 2011.
En avril 2016, The New York Times Company restructure ses activités à Paris en fermant ses activités liées à l'édition et la préimpression, concernant 70 postes sur 113.
En janvier 2022, The New York Times Company annonce l'acquisition de The Athletic, un site internet sportif fondé en 2016 et ayant 1,2 million d'abonnés, pour 550 millions de dollars.

## Actifs détenus par The New York Times Company

### Journaux et radio

#### New York Times Media Group
- International New York Times (anciennement International Herald Tribune) à Paris ;
- The New York Times à New York ;
- WQXR-FM radio à New York, radio de musique classique.

#### New England Media Group
Deux des trois plus gros tirages de presse dans le Massachusetts, achetés en 1993 (Boston) et 1999 (Worcester). Ce groupe comprend aussi les « boston.com », le site web du Globe.
- The Boston Globe à Boston ;
- Telegram & Gazette à Worcester (Massachusetts).

#### Regional Media Group
Quatorze quotidiens et un hebdomadaire principalement distribués dans le Sud des États-Unis, y compris les titres de Alabama, Californie, Floride, Louisiane, Caroline du Nord et Caroline du Sud.
- TimesDaily (en) à Florence (Alabama) ;
- The Gadsden Times (en) à Gadsden (Alabama) ;
- The Tuscaloosa News (en) à Tuscaloosa (Alabama) ;
- Petaluma Argus-Courier (en) à Petaluma (Californie), hebdomadaire ;
- The Press Democrat (en) à Santa Rosa (Californie) ;
- The Gainesville Sun (en) à Gainesville (Floride) ;
- The Ledger (en) à Lakeland (Floride) ;
- Sarasota Herald-Tribune à Sarasota (Floride) ;
- Star-Banner (en) à Ocala (Floride) ;
- The Houma Courier (en) à Houma (Louisiane) ;
- The Daily Comet (en) à Thibodaux (Louisiane) ;
- The Dispatch (en) à Lexington (Caroline du Nord) ;
- Times-News (en) à Hendersonville (Caroline du Nord) ;
- The Star-News (en) à Wilmington (Caroline du Nord) ;
- Spartanburg Herald-Journal (en) à Spartanburg (Caroline du Sud).

### Coentreprises
- New England Sports Ventures (17 %) :
  - Boston Red Sox ;
  - Fenway Park ;
  - New England Sports Network (NESN) (80 %).
- Donohue Malbaie, Inc. (49 %) avec Abitibi-Consolidated ;
- Madison Paper Industries (en) (40 %) à Madison (Maine).